# ダニエル・ザイター
ダニエル・ザイター（Daniel Seiter、姓は Seyterとも、1647年8月6日（1649年とも) - 1705年11月2日）は、ウィーン出身の画家である。1667年ころからイタリア各地で働いた。教会や宮殿の装飾画を描いた。

## 略歴
アルノルト・ホウブラーケンの著書ではスイスの国境に近い村の生まれとされているが、一般的にはウィーンの生まれとされている。ウィーンで製図の仕事を覚え、要塞建設の仕事をしていたが、1667年頃、ヴェネツィアに移り、ドイツ生まれの画家、ヨハン・カール・ロト(1632-1698)の弟子になった。1680年頃、フィレンチェを経由して、ローマに移り、教会の祭壇画などの仕事をした。しばしばカルロ・マラッタ(1625-1713)の工房で7働くようになり、マラッタから影響を受けた。ホウブラーケンによれば、ローマではオランダやフランドル出身の画家達のグループ、「Bentvueghels」のメンバーと活動し、「Avondstar（朝の星の意）」の仇名で呼ばれた。
ローマで画家としての高い評価を得て、サンタ・マリア・デリ・アンジェリ・エ・デイ・マルティーリ大聖堂などの多くの有名な教会から注文受けた。定期的に展覧会を開く「Congregazione Artistica dei Virtuosi al Pantheon」という美術家グループに受け入れられ、1686年に特別会員(Accademico di merito)としてローマのアカデミア・ディ・サン・ルカに入会が認められた。
1688年にサヴォイア公ヴィットーリオ・アメデーオ2世に招かれてトリノに移り、トリノ王宮の天井画を描いた。1695年に騎士の称号（聖マウリッツィオ・ラザロ騎士団）を与えられ、1696年からは宮廷画家の称号を得た。サヴォイア公に従ってブラウンシュヴァイクやドレスデンにも滞在し、そこで絵を描いた。
トリノで没した。

## 作品

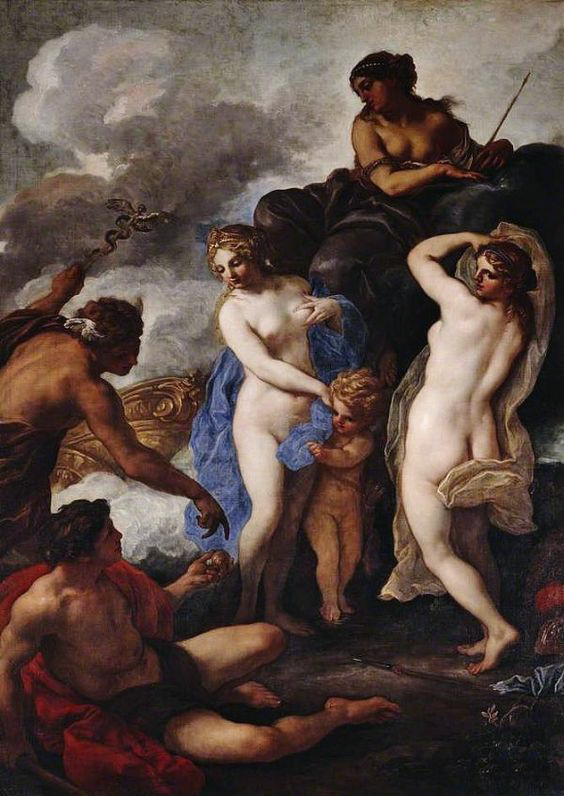
パリスの審判 (1675/1699) チジック・ハウス
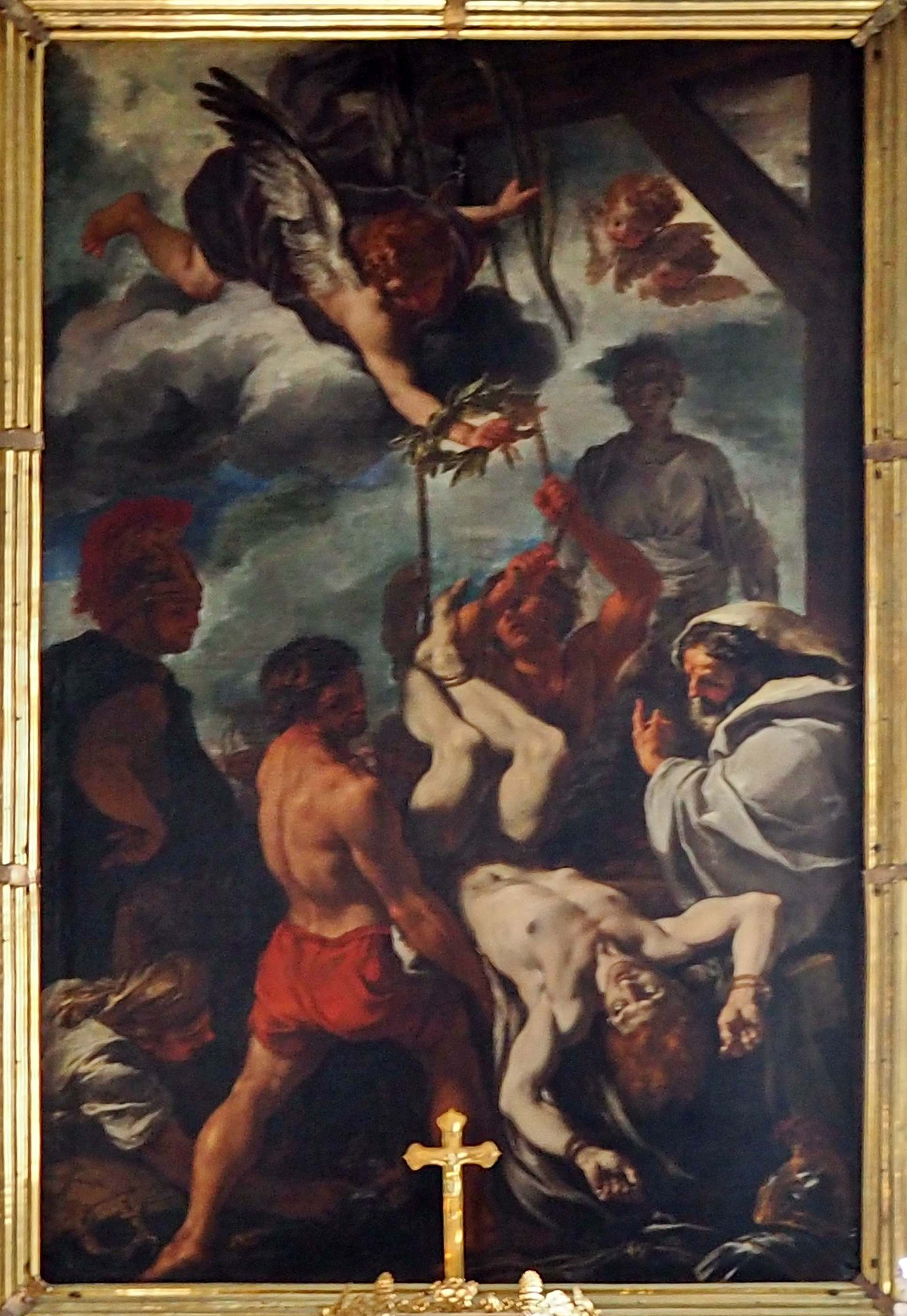
聖アガピトゥスの殉教 クレムスミュンスター修道院
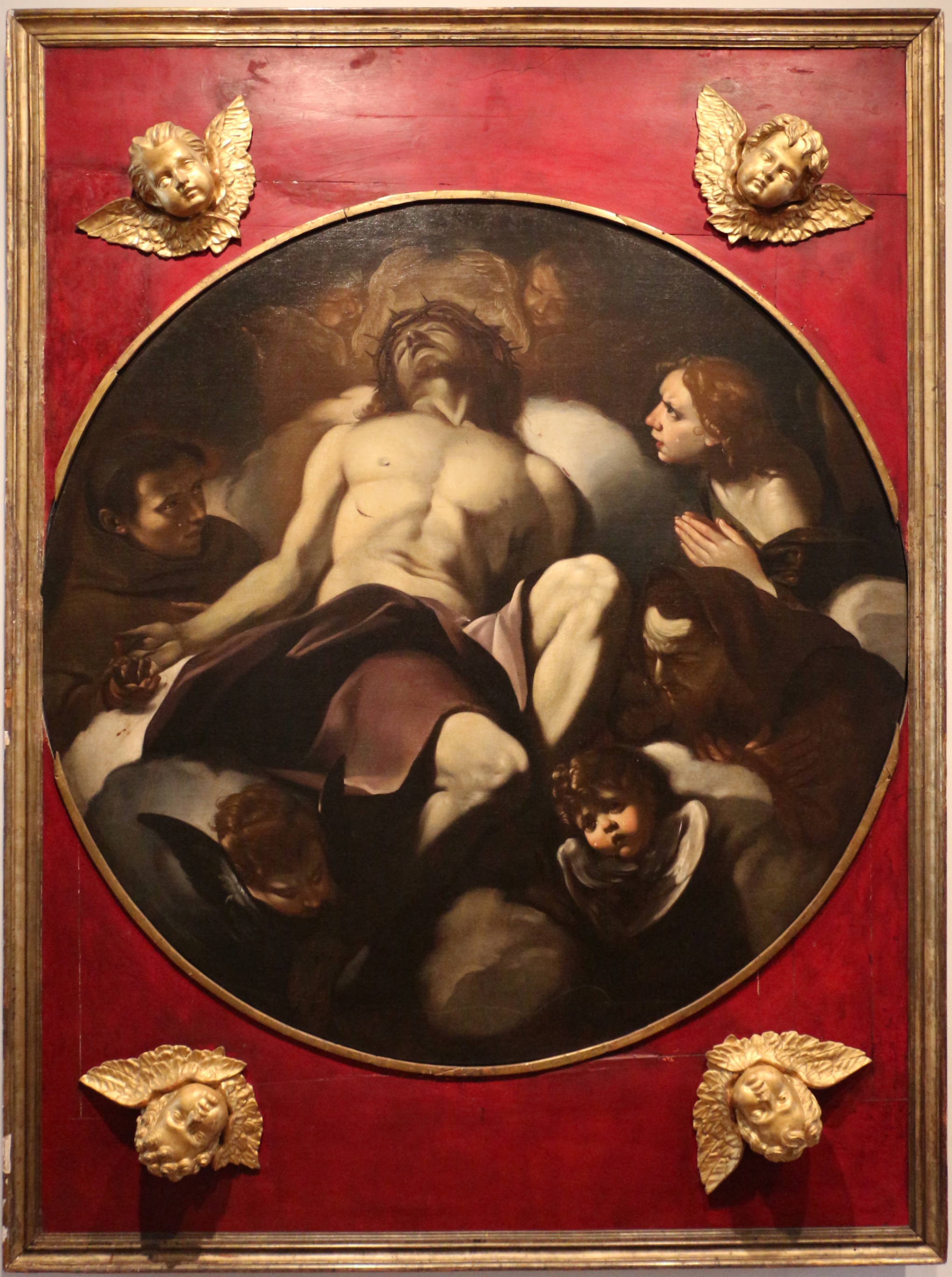
フランチェスコ会士に礼拝される死せるキリスト Museo diocesano tridentino
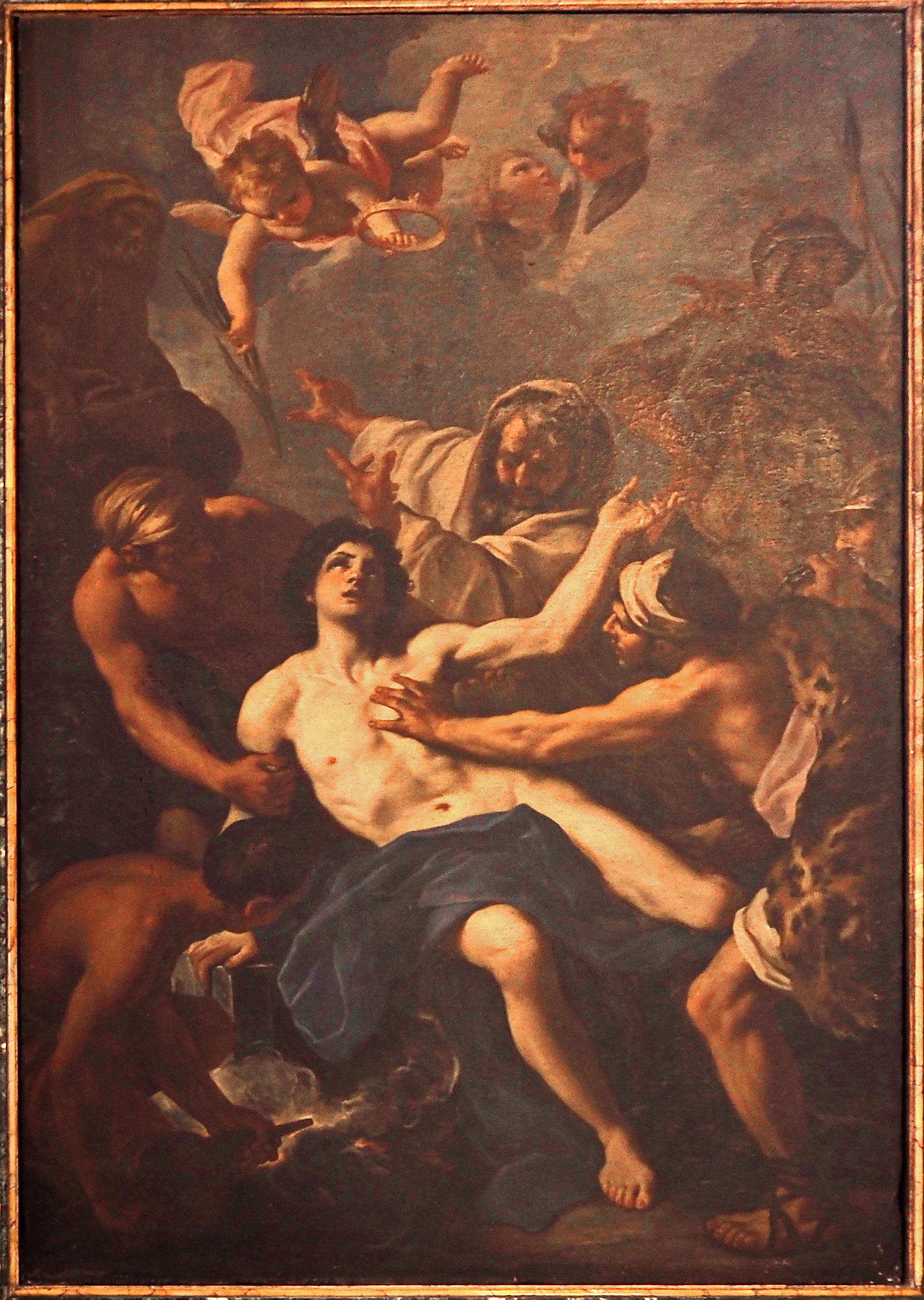
聖ラウレンティウスの殉教

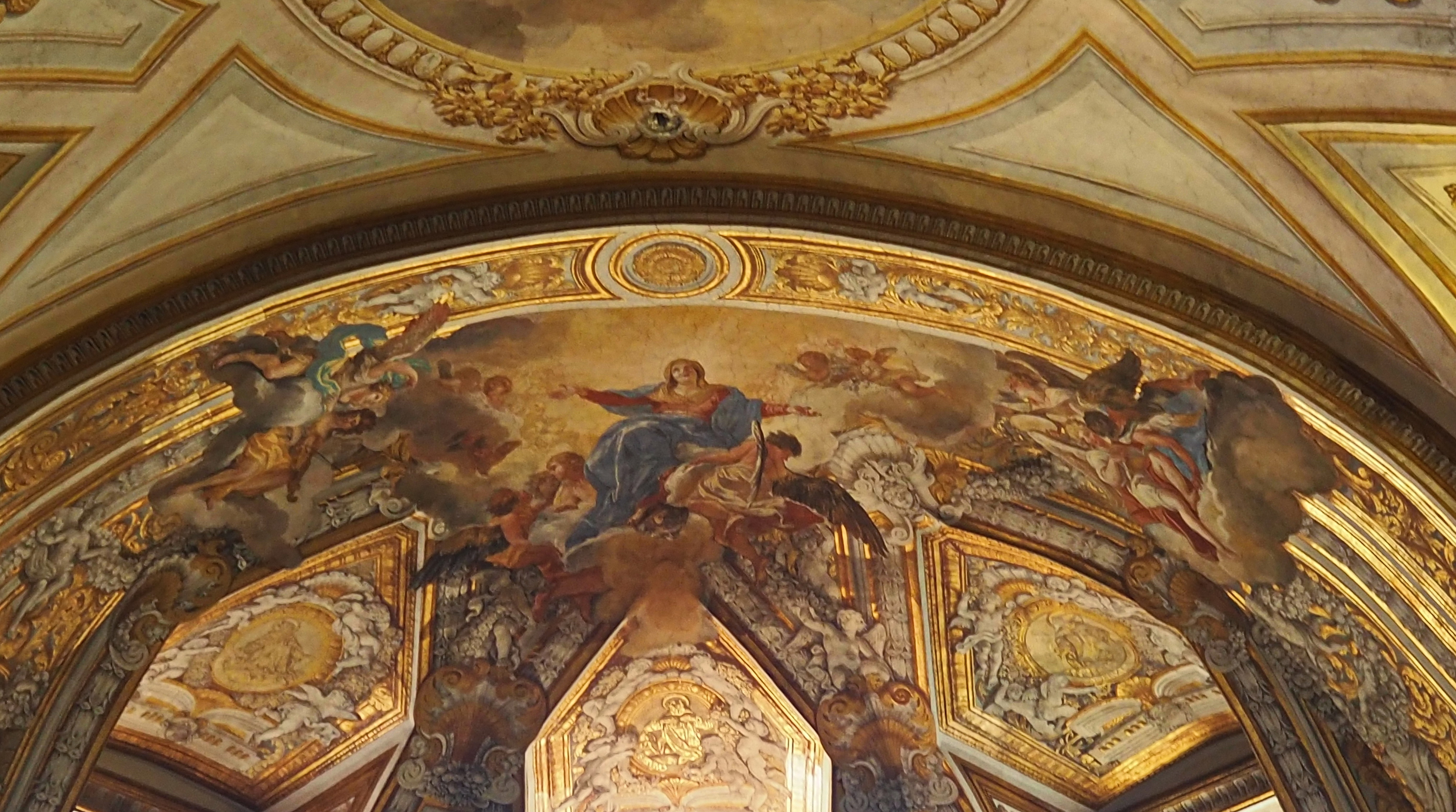
ローマの教会の装飾画
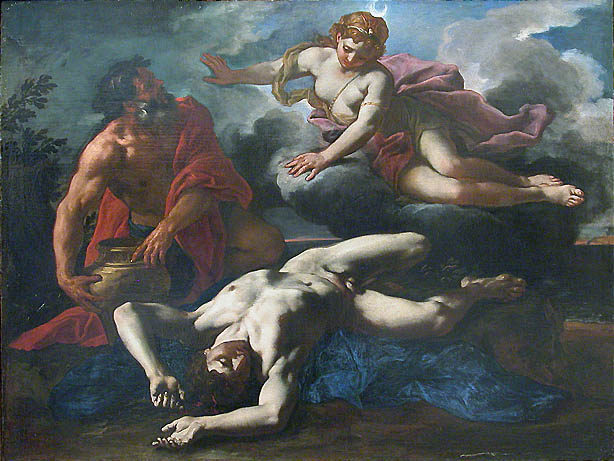
『アルテミスと死せるオーリーオーン』 ルーブル美術館
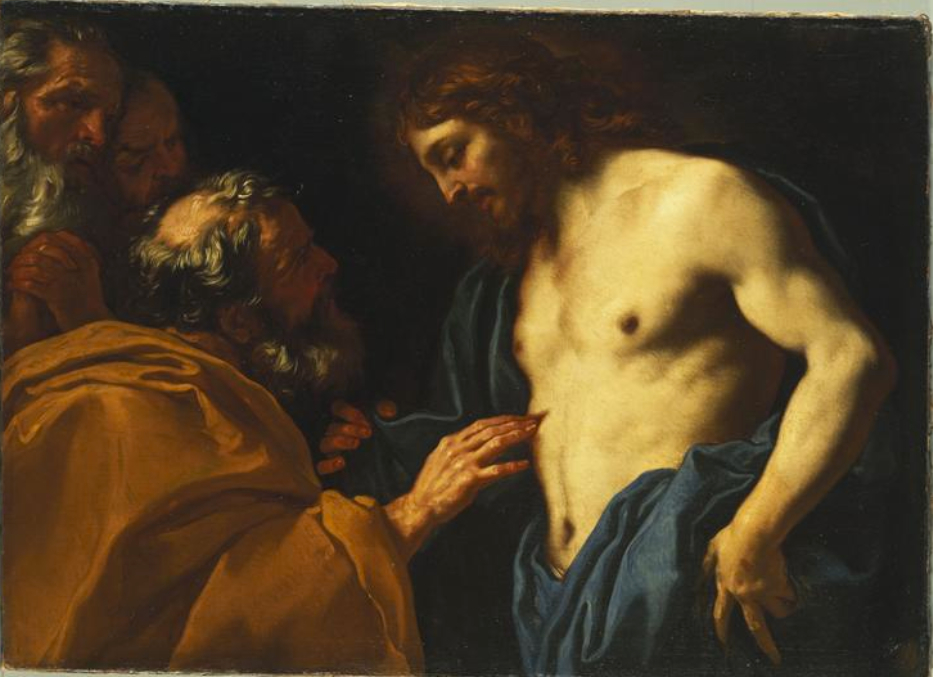
ザイーターかSimone Cantariniの作品、「聖トマスの不信」